# Petra Kronberger
Petra Kronberger (* 21. Februar 1969 in Pfarrwerfen, Salzburg) ist eine ehemalige österreichische Skirennläuferin. Sie wurde 1992 zweifache Olympiasiegerin und 1991 Weltmeisterin in der Abfahrt. Sie gewann dreimal den Gesamtweltcup und war die erste alpine Skirennläuferin, die Siege in allen fünf Disziplinen erringen konnte.

## Biografie

### Sportliche Karriere
Kronberger begann im Alter von drei Jahren mit dem Skilauf und gewann schon bald ihre ersten Kinderrennen. Sie besuchte die Skihauptschule Bad Gastein und die Skihandelsschule Schladming. 1982 wurde sie in ihrer Altersklasse Österreichische Schülermeisterin im Riesenslalom und der Kombination, zwei Jahre später im Slalom. Ebenfalls 1982 siegte sie beim Trofeo Topolino. 1984 wurde Kronberger in den Kader des Österreichischen Skiverbandes (ÖSV) aufgenommen und begann im Europacup zu starten. In der Saison 1985/86 erreichte sie dort den sechsten Rang in der Super-G-Wertung, 1986/87 wurde sie Fünfte der Abfahrts- und Siebente der Super-G-Wertung. Den ersten größeren Erfolg feierte sie bei den Juniorenweltmeisterschaften 1987 mit Platz zwei im Riesenslalom. Außerdem wurde sie 1987 dreifache Österreichische Jugendmeisterin in Abfahrt, Slalom und Kombination.
Im Jahr 1987 stieg Kronberger ins ÖSV-Nationalteam auf und bestritt am 26. November ihr erstes Weltcuprennen, den Slalom von Sestriere. Zwei Wochen später, in der Abfahrt von Leukerbad am 11. Dezember, wurde sie 15. und gewann erstmals Weltcuppunkte. Bereits am 14. Jänner 1988 fuhr sie in der Abfahrt von Zinal zum ersten Mal auf das Podest, in der Kombination von Bad Gastein erreichte sie wenig später ebenfalls den dritten Platz. Damit gelang der 18-Jährigen noch die Nominierung für die Olympischen Winterspiele 1988 in Calgary. Dort belegte sie in der Abfahrt als beste Österreicherin den sechsten Platz, in der Kombination kam sie auf Rang elf und im Riesenslalom auf Rang 14.
Die Saison 1988/89 verlief für Kronberger recht durchwachsen. Sie erreichte zwar in allen Disziplinen Weltcuppunkte, ein dritter Platz in der Kombination von Zauchensee war aber ihr mit Abstand bestes Saisonergebnis. Auch bei den Weltmeisterschaften 1989 in Vail blieb sie mit Platz sieben in der Kombination, Platz acht im Super-G und Rang zwölf in der Abfahrt hinter ihren Erwartungen. Am Ende des Winters wurde sie Österreichische Staatsmeisterin im Super-G und im Riesenslalom.
Während der Saison 1989/90 stieg Kronberger zur absoluten Spitzenläuferin auf. Am 16. und 17. Dezember feierte sie in den Abfahrten von Panorama ihre ersten beiden Weltcupsiege. Dank vier weiterer Siege (2 × Riesenslalom, 1 × Slalom und 1 × Kombination) gewann sie vor ihrer Teamkollegin Anita Wachter den Gesamtweltcup und war damit die erste nicht vom damals dominierenden Schweizer Team gestellte Siegerin seit 1984 und die erste Österreicherin seit Annemarie Moser-Pröll 1979. Mit insgesamt elf Podestplätzen kam sie auch in allen Disziplinenweltcups unter die besten zehn, dreimal sogar unter die besten drei. Nach diesen Leistungen wurde sie 1990 von der Internationalen Vereinigung der Ski-Journalisten (AIJS) mit dem Skieur d’Or ausgezeichnet.
In der Saison 1990/91 war die Überlegenheit Kronbergers noch deutlicher. Im Dezember und Jänner gewann sie insgesamt acht Rennen (je 2 × Abfahrt, Super-G und Slalom sowie je 1 × Riesenslalom und Kombination). Mit dem Super-G-Sieg am 9. Dezember 1990 in Zauchensee wurde sie die erste Läuferin, die in allen Disziplinen gewann und in der Folge auch die erste, der dieses Kunststück innerhalb einer Saison gelang. Bei den Weltmeisterschaften 1991 im österreichischen Saalbach-Hinterglemm war Kronberger die absolute Topfavoritin und Anwärterin auf gleich mehrere Goldmedaillen. In der Abfahrt wurde sie diesen Erwartungen auch vollauf gerecht und siegte mit 47 Hundertstel Vorsprung auf die Französin Nathalie Bouvier. Drei Tage später platzen im Super-G aber alle Hoffnungen auf weitere Erfolge. Nach bester Zwischenzeit stürzte Kronberger knapp vor dem Ziel schwer, rutschte zwar noch als Sechste über die Ziellinie, musste danach aber vier Wochen pausieren. Den Gesamtweltcup gewann sie trotzdem mit dem für damals sehr großen Vorsprung von 117 Punkten auf die Zweitplatzierte Sabine Ginther. Im Slalom holte sie die kleine Kristallkugel und platzierte sich auch in allen anderen Disziplinenwertungen unter den besten sieben.
Auch in der Saison 1991/92 fuhr Kronberger insgesamt achtmal unter die besten drei, stand aber nur in zwei Abfahrten ganz oben auf dem Siegerpodest. Dennoch gewann sie wie schon in den beiden Jahren zuvor den Gesamtweltcup und erreichte auch in den anderen Disziplinenwertungen gute Resultate. Den Saisonhöhepunkt stellten die Olympischen Winterspiele 1992 in Albertville dar, bei denen Kronberger zur Doppelolympiasiegerin wurde. In der Kombination gewann sie mit dem Sieg in der Abfahrt und Platz drei im Slalom überlegen die Goldmedaille, auch im Spezialslalom setzte sie sich mit zwei guten Läufen an die Spitze. Im Super-G verfehlte sie nur um eine Hundertstelsekunde das Podest, in der Abfahrt kam sie auf Platz fünf. Nur im Riesenslalom hatte sie einen Ausfall im ersten Durchgang zu verbuchen.
Zu Beginn der Saison 1992/93 erreichte Kronberger lediglich im Slalom von Steamboat Springs das Podest und kam weitere zweimal unter die besten zehn. Am 28. Dezember 1992 gab die 23-Jährige mitten in der Saison ihren Rücktritt bekannt. Begründet hat sie das mit „mangelnder Motivation“. Zwar klagte sie schon während des Sommers über zu wenig Erholung, dennoch kam dieser Schritt für viele sehr überraschend. Wegen ihrer großen Erfolge wurde Kronberger in den Jahren 1990, 1991 und 1992 als Österreichs Sportlerin des Jahres geehrt.

### Leben nach dem Sport
Nach ihrer Karriere als aktive Sportlerin holte Kronberger die Matura nach, studierte an der Universität Salzburg Germanistik und Kunstgeschichte und arbeitete nach dem Studienabschluss, 2005, als Universitätsassistentin. Sie lebte zeitweilig in Berlin und Hamburg, seit der Scheidung von ihrem Mann wohnt sie wieder in der Stadt Salzburg. Kronberger war in der Erwachsenenbildung und als Kunstführerin, etwa im Salzburg Museum oder auf der Festung Hohensalzburg, tätig und gehörte dem Organisationskomitee der Weltmeisterschaften 2013 in Schladming an. Seit 2005 ist Kronberger auch leidenschaftliche Sängerin: Sie ist im Salzburger Domchor genauso aktiv wie in der KlangsCala. Außerdem war sie 2012 Teil der Landestheater-Produktion La traviata.
Am 16. Jänner 2016 wurde sie vom ÖSV, bei dem sie seit November 2015 hauptberuflich angestellt ist, als „Frauenbeauftragte“ präsentiert. Sie soll Ansprechpartnerin der Skiläuferinnen sein, die ihr, wie es der ehemalige Verbandspräsident Peter Schröcksnadel sinngemäß nannte, ihre Sorgen vortragen können, womit auch vermieden werden soll, dass Talente verloren gehen. Im September 2024 wurde bekanntgegeben, dass sie den ÖSV mit Jahresende 2024 auf eigenen Wunsch verlässt.

## Erfolge

### Olympische Spiele
- Calgary 1988: 6. Abfahrt, 11. Kombination, 14. Riesenslalom
- Albertville 1992: 1. Slalom, 1. Kombination, 4. Super-G, 5. Abfahrt

### Weltmeisterschaften
- Vail 1989: 7. Kombination, 8. Super-G, 12. Abfahrt
- Saalbach-Hinterglemm 1991: 1. Abfahrt, 6. Super-G

### Weltcupwertungen
Petra Kronberger hat dreimal den Gesamtweltcup gewonnen, dazu einmal die Disziplinenwertung im Slalom.
| Saison  | Gesamt | Gesamt | Abfahrt | Abfahrt | Super-G | Super-G | Riesenslalom | Riesenslalom | Slalom | Slalom | Kombination | Kombination |
| Saison  | Platz  | Punkte | Platz   | Punkte  | Platz   | Punkte  | Platz        | Punkte       | Platz  | Punkte | Platz       | Punkte      |
| ------- | ------ | ------ | ------- | ------- | ------- | ------- | ------------ | ------------ | ------ | ------ | ----------- | ----------- |
| 1987/88 | 17.    | 76     | 10.     | 37      | 13.     | 15      | -            | -            | -      | -      | 3.          | 24          |
| 1988/89 | 24.    | 53     | 18.     | 16      | 14.     | 12      | 29.          | 3            | 34.    | 3      | 5.          | 19          |
| 1989/90 | 1.     | 341    | 2.      | 106     | 4.      | 69      | 3.           | 85           | 10.    | 56     | 3.          | 25          |
| 1990/91 | 1.     | 312    | 3.      | 90      | 2.      | 70      | 7.           | 44           | 1.     | 83     | 4.          | 25          |
| 1991/92 | 1.     | 1262   | 2.      | 432     | 8.      | 216     | 12.          | 165          | 4.     | 369    | 6.          | 80          |
| 1992/93 | 45.    | 156    | 56.     | 4       | 22.     | 50      | 57.          | 6            | 19.    | 96     | -           | -           |

### Weltcupsiege
Insgesamt 16 Einzelweltcupsiege in allen fünf Disziplinen (6 × Abfahrt, 3 × Riesenslalom, 3 × Slalom, 2 × Super-G, 2 × Kombination). Darüber hinaus 7-mal Zweite und 12-mal Dritte.
| Datum             | Ort                | Land       | Disziplin    |
| ----------------- | ------------------ | ---------- | ------------ |
| 16. Dezember 1989 | Panorama           | Kanada     | Abfahrt      |
| 17. Dezember 1989 | Panorama           | Kanada     | Abfahrt      |
| 8. Jänner 1990    | Hinterstoder       | Österreich | Riesenslalom |
| 14. Jänner 1990   | Haus               | Österreich | Kombination  |
| 28. Jänner 1990   | Santa Caterina     | Italien    | Riesenslalom |
| 13. März 1990     | Vemdalen           | Norwegen   | Slalom       |
| 1. Dezember 1990  | Val Zoldana        | Italien    | Riesenslalom |
| 2. Dezember 1990  | Val Zoldana        | Italien    | Slalom       |
| 9. Dezember 1990  | Zauchensee         | Österreich | Super-G      |
| 21. Dezember 1990 | Morzine            | Frankreich | Abfahrt      |
| 7. Jänner 1991    | Bad Kleinkirchheim | Österreich | Kombination  |
| 13. Jänner 1991   | Kranjska Gora      | Slowenien  | Slalom       |
| 18. Jänner 1991   | Méribel            | Frankreich | Abfahrt      |
| 19. Jänner 1991   | Méribel            | Frankreich | Super-G      |
| 21. Dezember 1991 | Serre Chevalier    | Frankreich | Abfahrt      |
| 14. März 1992     | Panorama           | Kanada     | Abfahrt      |

### Europacup
- Saison 1985/86: 6. Super-G-Wertung
- Saison 1986/87: 5. Abfahrtswertung, 7. Super-G-Wertung

### Juniorenweltmeisterschaften
- Sälen/Hemsedal 1987: 2. Riesenslalom, 5. Slalom

### Österreichische Meisterschaften
- Österreichische Staatsmeisterin im Riesenslalom und im Super-G 1989

## Auszeichnungen
- Österreichische Sportlerin des Jahres: 1990, 1991 und 1992
- Skieur d’Or: 1990
- Großes Ehrenzeichen für Verdienste um die Republik Österreich: 1992
- Von der italienischen Sportzeitung «Gazzetta dello Sport» wurde sie auf Rang 7 in einer Liste der „Sportlerinnen des Jahres 1991“ gewählt (Sieg an Katrin Krabbe vor Krisztina Egerszegi und Monica Seles; Herrensieger: Carl Lewis).[7]